# Kostel Nanebevzetí Panny Marie (Dießen am Ammersee)
Kostel Nanebevzetí Panny Marie (něm. Marienmünster Mariä Himmelfahrt) je bývalý klášterní kostel řádu augustiniánů kanovníků v německém městě Dießen am Ammersee, které leží při jihozápadním konci jezera Ammersee v zemském okrese Landsberg am Lech v Horním Bavorsku.

## Historie
Počátky kláštera spadají do období let 1110–1120, kdy hrabata z Dießenu v místech na návrší nad jezerem (dnes Ammersee), kde již tehdy existovala starší usedlost kanovníků, založila klášter augustiniánů. Tehdejší klášterní zařízení odpovídající stavbám 12. století se v průběhu následujícího období rozvinulo v rozsáhlý komplex církevních a hospodářských staveb.
V letech 1620–1630 byly stavební a prostorové úpravy prováděny pod dohledem probošta Simona Wörleho. Během třicetileté války byly práce přerušeny a mohly být opět zahájeny až v roce 1673, tehdy pod dozorem probošta Renata Sonntaga. Ten pověřil pravděpodobně vorarlberského významného barokního stavitele Michaela Thumba, který podle stavebních plánů odpovídajících stavbám 17. století podstatně přestavěl a rozšířil komplex kláštera.
V letech 1720–1728 pokračovaly práce výstavbou nového barokního klášterního kostela pod dohledem probošta Iva Badera a poté jeho nástupce probošta Herkulana Karga. Stavba byla dokončena pod vedením významného německého stavitele pozdního baroka a rokoka Johanna Michaela Fischera v letech 1732 a 1740–1742, čímž klášterní komplex získal cennou dominantu. Horní část elegantní kostelní věže byla v roce 1827 poničena bleskem, následně však byla nahrazena jednodušším zakončením.
Klášter byl roku 1830 v důsledku sekularizace zrušen. Poté došlo k četným demolicích, které zasáhly nejen hospodářskou část, ale i hlavní části řádových příslušníků kláštera. Rušení se dotklo i rozsáhlé klášterní zahrady. Po první světové válce získaly zachovalé prostory Milosrdné sestry (Barmherzige Schwestern).
Kostel byl rekonstruován nejprve v letech 1883–1884 a později 1955–1958. V letech 1985–1986 došlo k rekonstrukci věže, která byla provedena mnichovským architektem Richardem Zehentmeierem. V roce 1989 augsburský biskup Josef Stimpfle povýšil tento farní kostel na „Marienmünster“. K dalším stavební úpravám došlo v roce 2010.

## Architektura
Jednolodní prostor o délce 70,30 metrů a šířce 21,70 metrů, apsida je v šíři hlavní lodi. Celkové elegantní fasádě dominuje štíhlá vysoká věž Johanna Michaela Fischera. Kostel patří k nejlepším církevním barokním stavbám 17. století v Bavorsku.

## Vybavení
Díky relativně krátké době výstavby je vybavení interiéru sladěno v jednotném harmonickém stylu, nic nemuselo být v pozdějších dobách doplňováno. Nástropní malby Johanna Georga Bergmüllera v hlavním prostoru představují scény historie kláštera kanovníků. Jsou zde též vyobrazeny domnělé autoportréty malířů. Postranní oltáře pocházejí od různých umělců. Hlavní oltář, který vyplňuje celou apsidu, je práce mnichovského dvorního sochaře Joachima Dietricha († 4. června 1753), návrh by mohl pocházet od François de Cuvilliés. Oltářní obraz představuje Nanebevzetí Panny Marie (B. A. Albrecht, 1738). Varhany byly vyrobeny v roce 1739 varhaníkem Casparem Königem z Ingolstadtu a v roce 1959 byly zrestaurovány.

## Fotogalerie

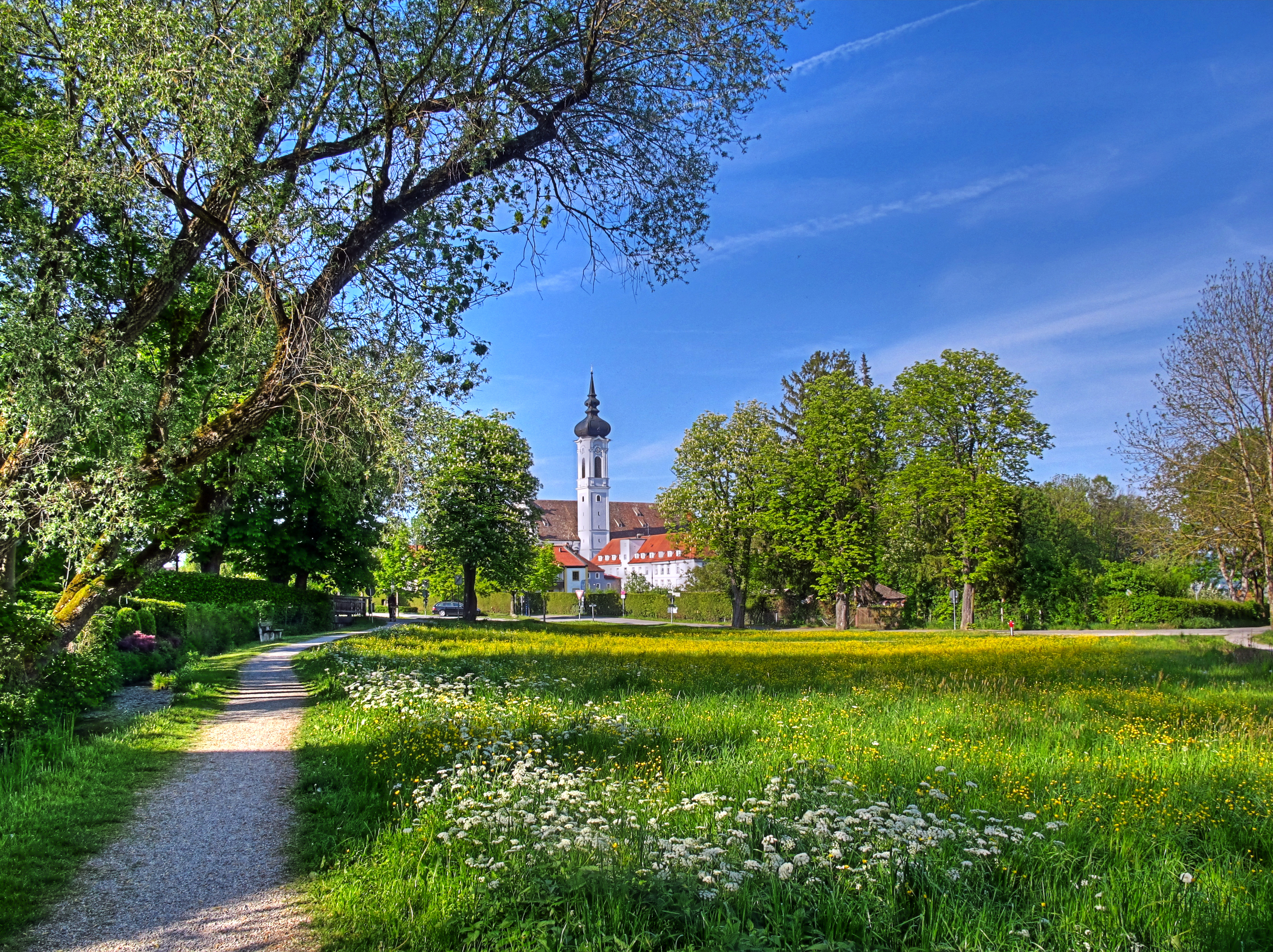
Pohled z cesty krále Ludvíka, květen 2011
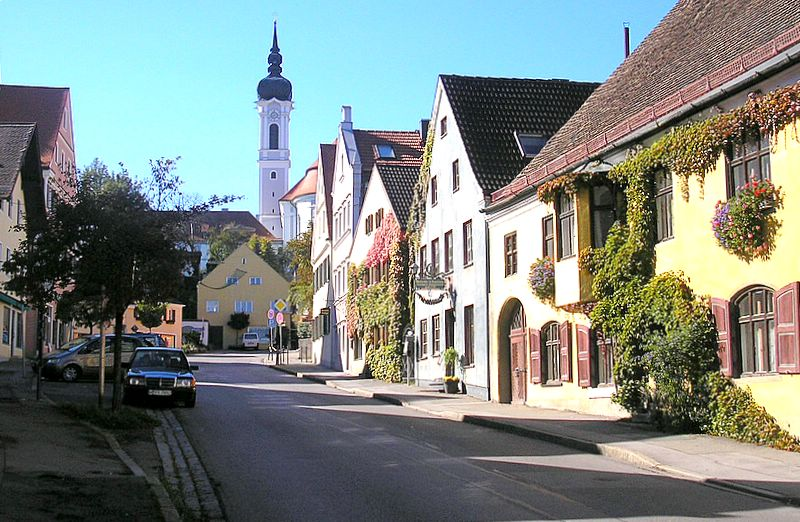
Věž kostela přes střechy domů, květen 2005
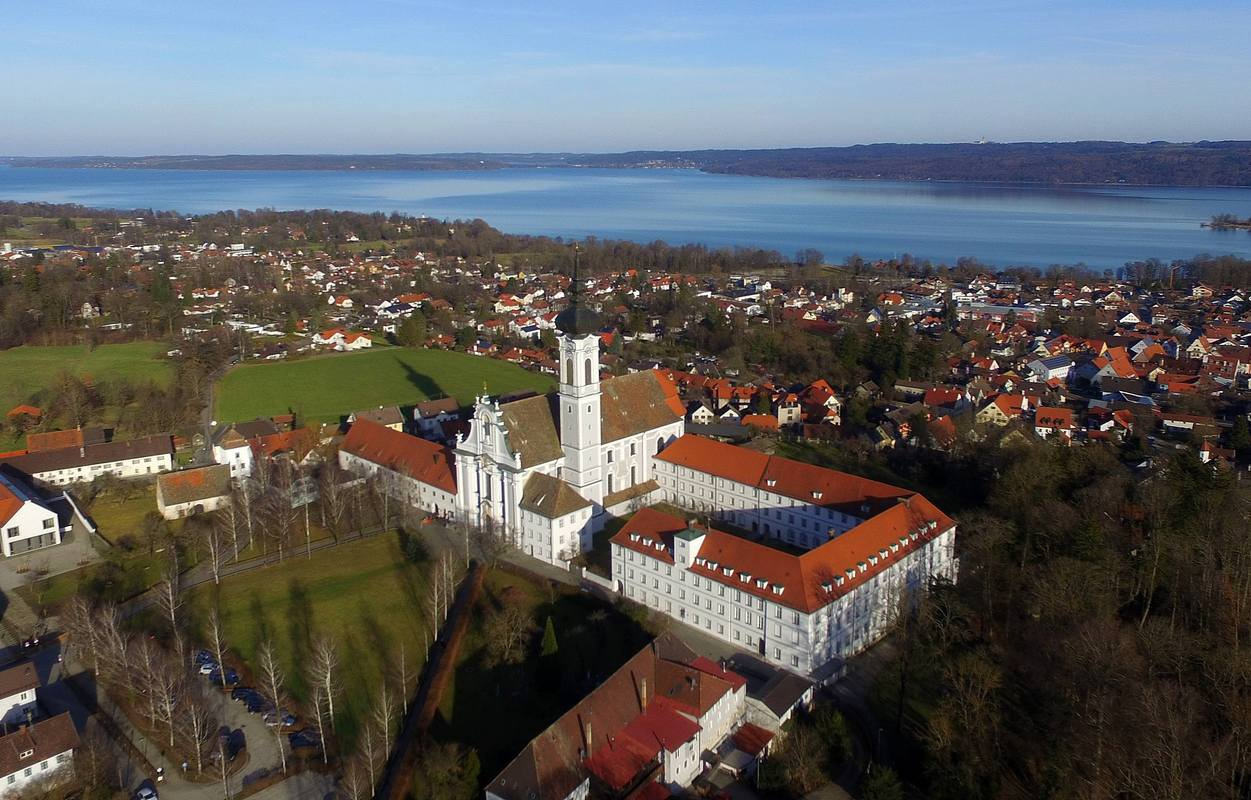
Celkový pohled, v pozadí Dießen a jezero Ammersee, prosinec 2015
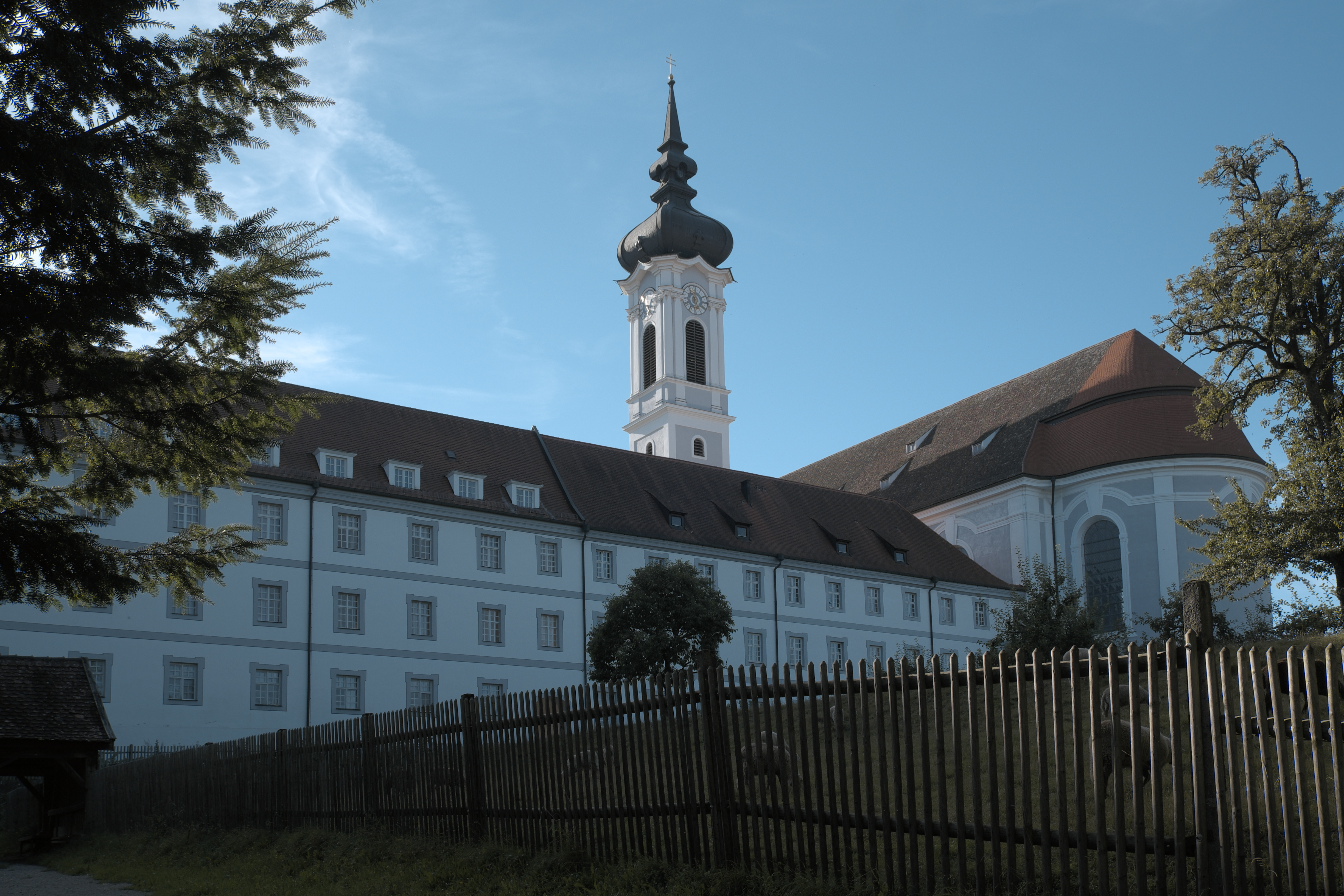
Část kláštera, v pozadí kostel, srpen 2016
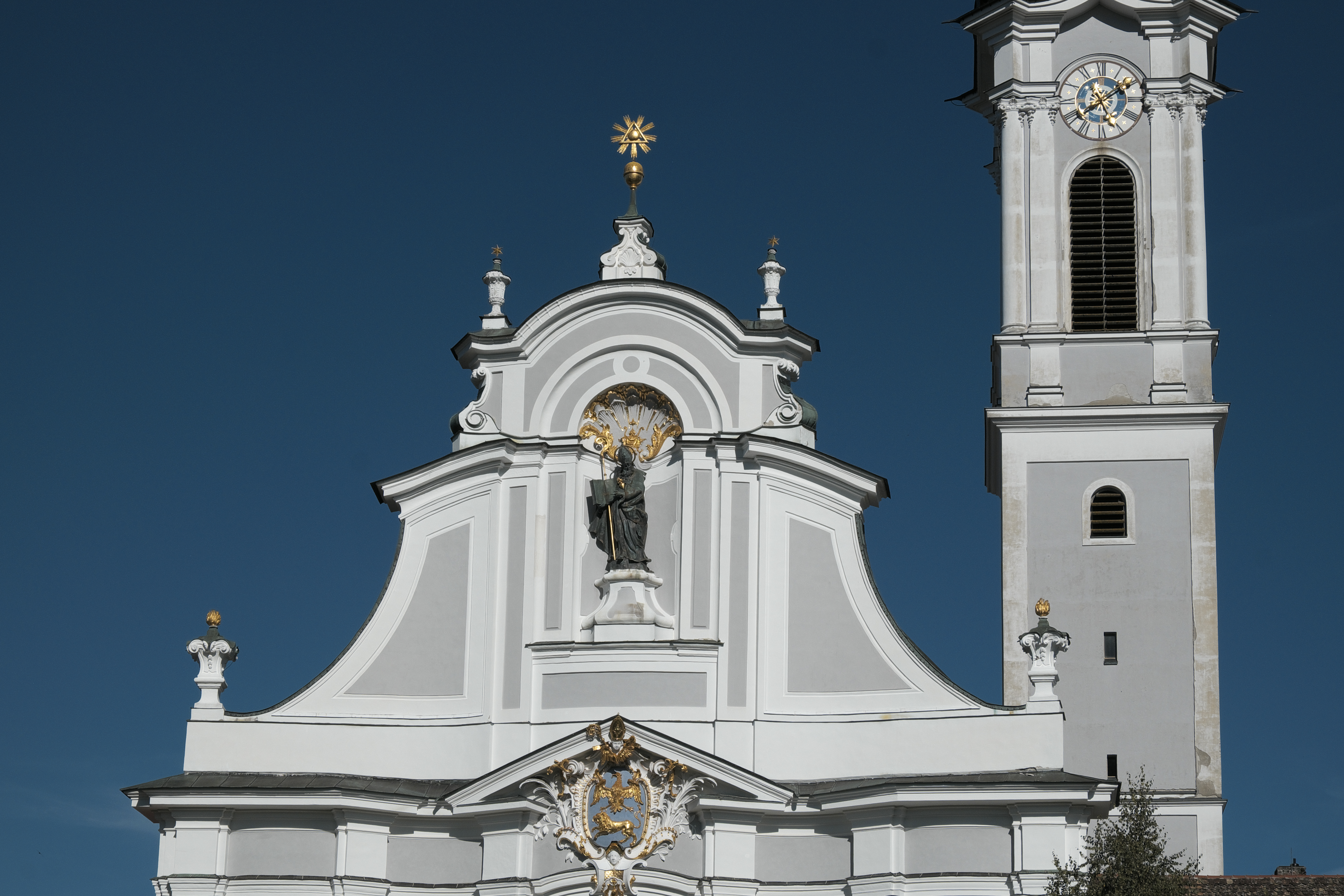
Detail západního průčelí, srpen 2016
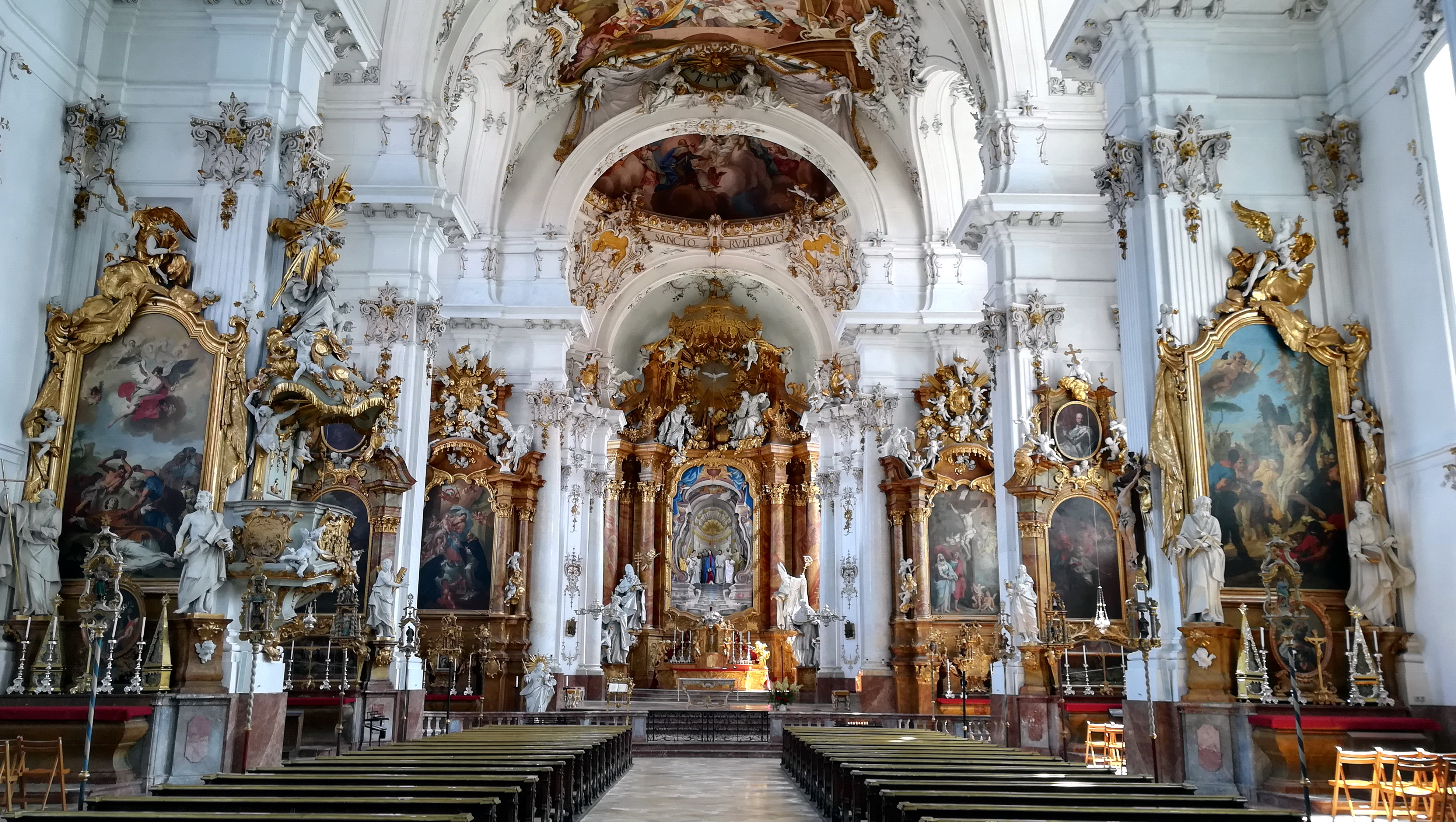
Interiér kostela, červen 2017
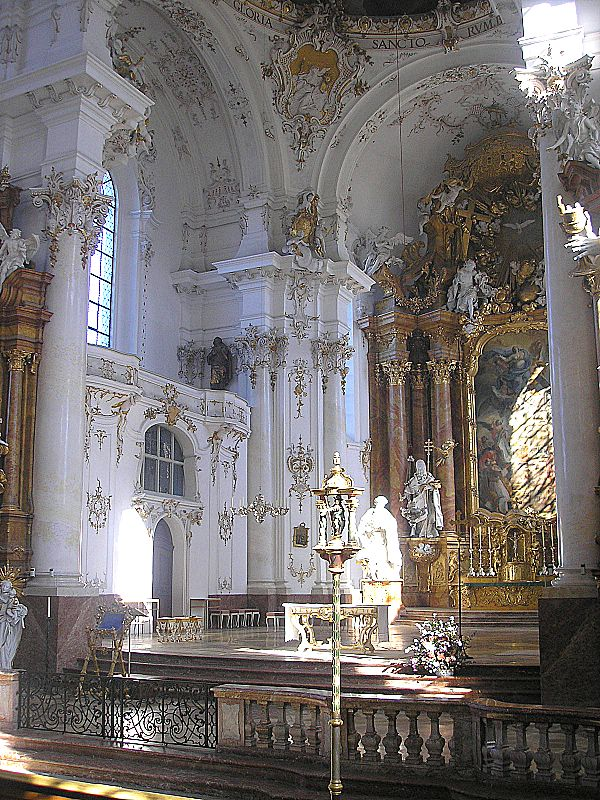
Postranní pohled na chór, říjen 2006
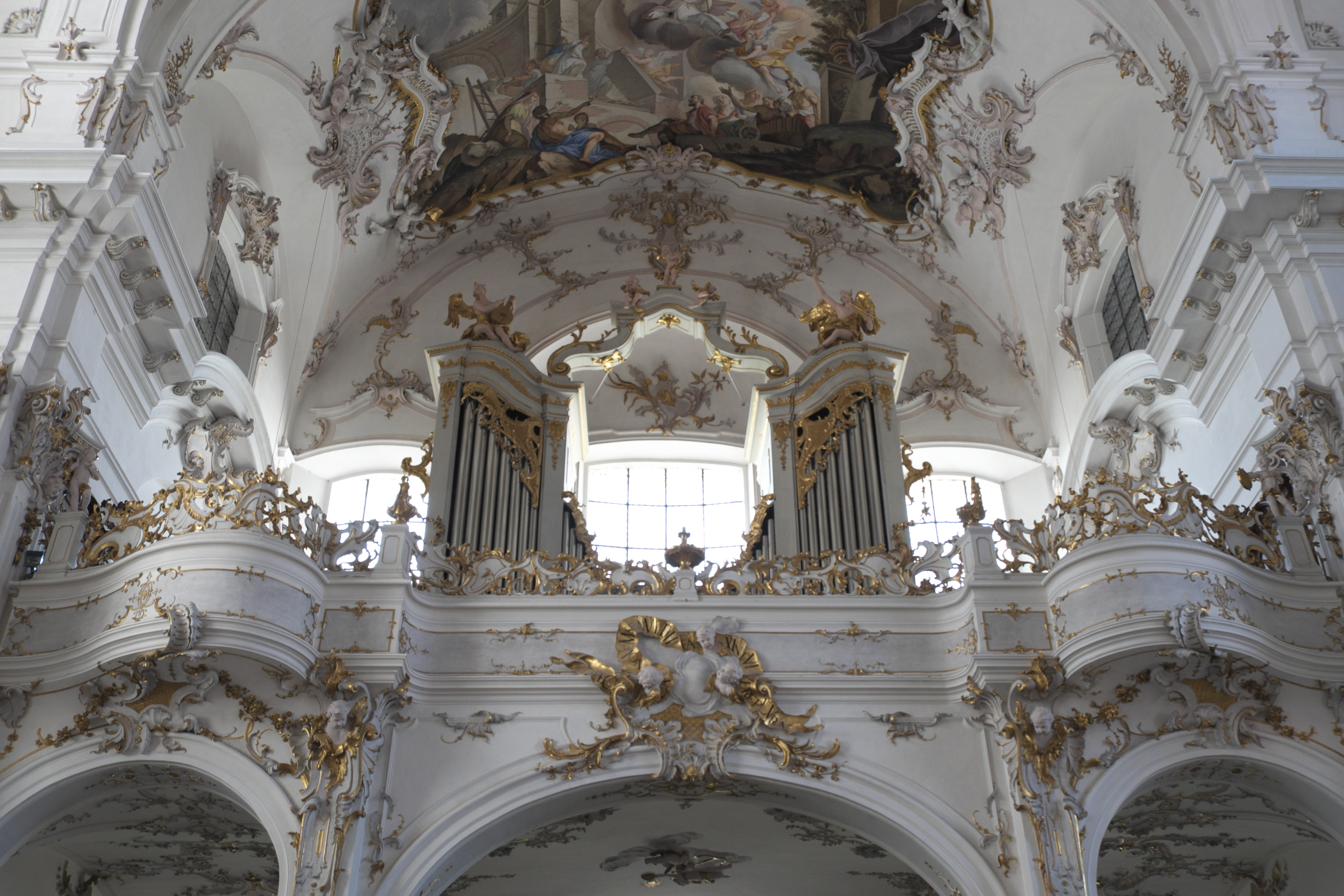
Varhany varhanáře Caspara Königa, únor 2011
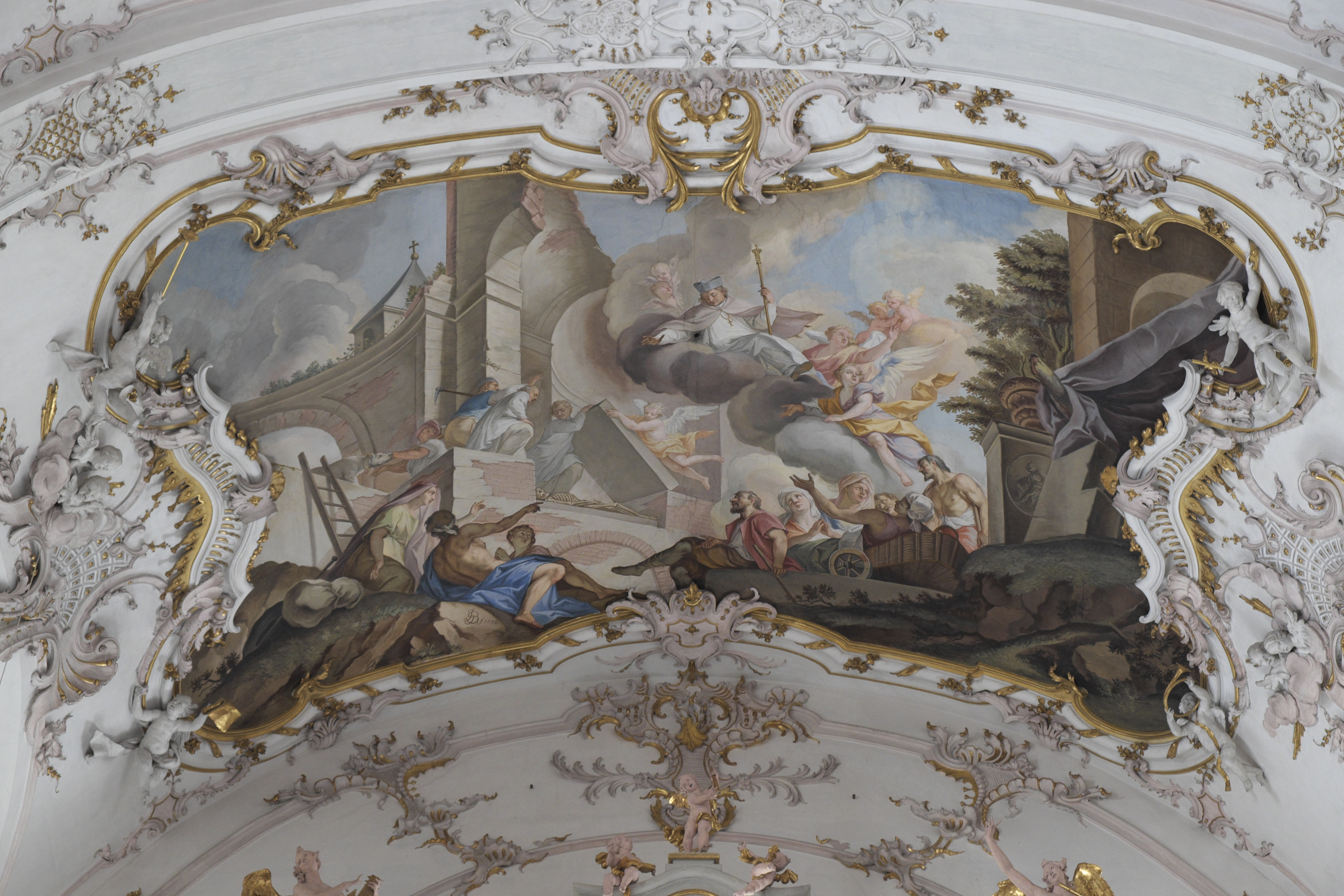
Nástropní malba v hlavní lodi od Johanna Georga Bergmüllera z roku 1736, duben 2014
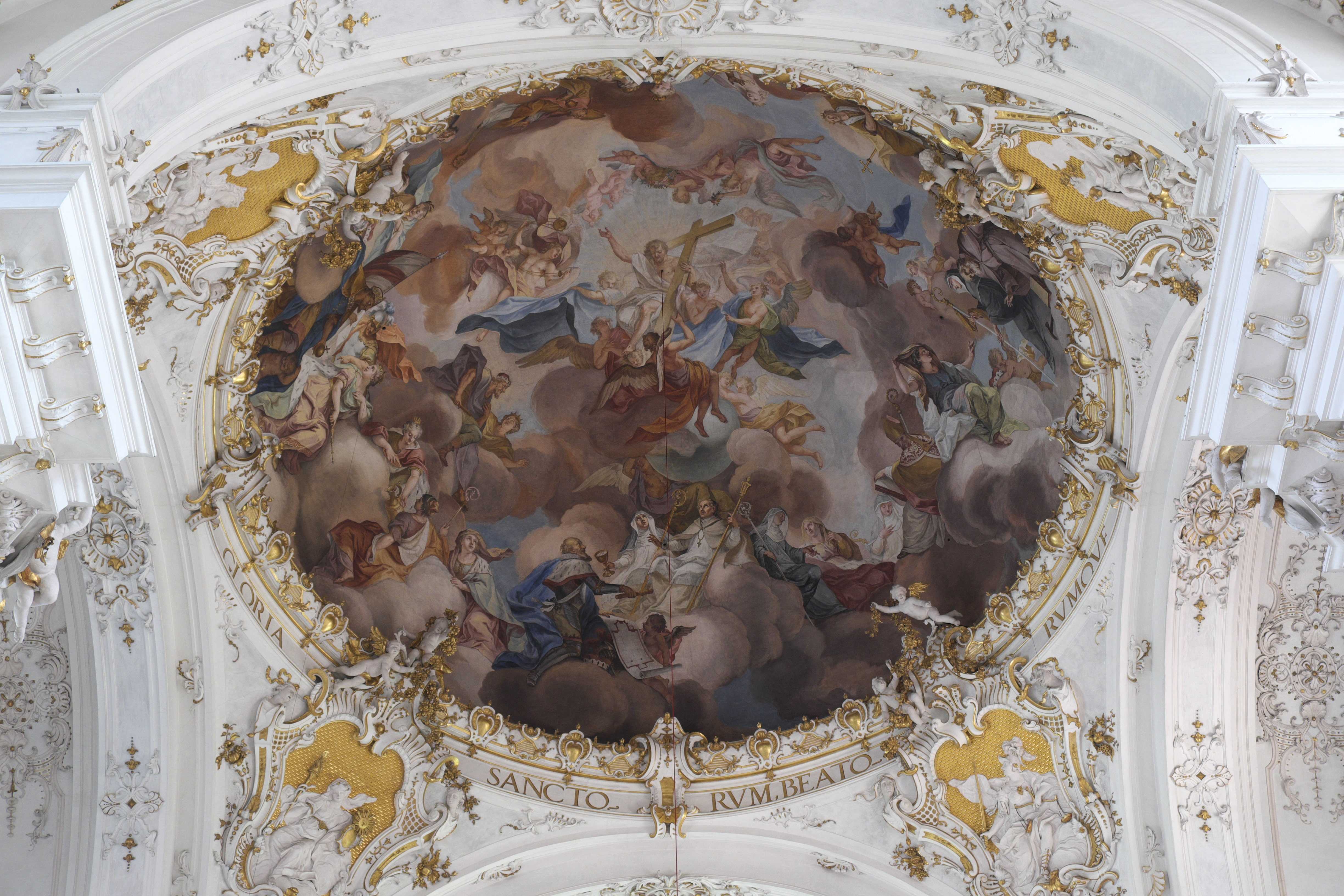
Nástropní malba v kupoli chóru od Johanna Georga Bergmüllera z roku 1736, duben 2014